# Frank Martinus Arion
Frank Martinus Arion, seudónimo de Frank Efraim Martinus (Curazao, 17 de diciembre de 1936-28 de septiembre de 2015) fue un escritor antillano.
En 1955 se trasladó a los Países Bajos para estudiar letras neerlandesas en la Universidad de Leiden. En 1981 volvió a instalarse en su ciudad natal, tras residir unos años en Paramaribo (Surinam). Fue un fuerte promotor del papiamento. 

## Obras
- 1957 - Stemmen uit Afrika (poemas)
- 1972 - Bibliografie van het Papiamentu
- 1973 - Dubbelspel (Doble juego)[2]
- 1974 - Sisyphiliaans alpinisme tegen miten
- 1975 - Afscheid van de koningin
- 1977 - Albert Helman, de eenzame jager
- 1979 - Nobele wilden
- 1993 - De ibismensmuis
- 1995 - De laatste vrijheid
- 1996 - The Kiss of a Slave. Papiamentu's West-African Connections (tesis doctoral)
- 2001 - De eeuwige hond
- 2005 - Eén ding is droevig
- 2006 - De deserteurs
- 2006 - Drie romans (contiene: Afscheid van de koningin; Nobele wilden; De laatste vrijheid)